# Bjarne G. Nielsen
Bjarne G. Nielsen, född 23 juni 1949, död 20 februari 2020, var en dansk skådespelare.
Nielsen studerade vid Statens Teaterskole 1972–1975. 

## Filmografi (urval)
- 1988 – Vid vägen
- 1997 – Riket II